# Município de Marion (condado de Allen, Ohio)
O município de Marion (em inglês: Marion Township) é um município localizado no condado de Allen no estado estadounidense de Ohio. No ano de 2010 tinha uma população de 6.715 habitantes e uma densidade populacional de 60,91 pessoas por km².

## Geografia
O município de Marion encontra-se localizado nas coordenadas 40° 48′ 38″ N, 84° 17′ 34″ O. Segundo a Departamento do Censo dos Estados Unidos, o município tem uma superfície total de 110.24 km², da qual 109,74 km² correspondem a terra firme e (0,46 %) 0,5 km² é água.

## Demografia
Segundo o censo de 2010, tinha 6.715 habitantes residindo no município de Marion. A densidade populacional era de 60,91 hab./km². Dos 6.715 habitantes, o município de Marion estava composto pelo 98,02 % brancos, o 0,43 % eram afroamericanos, o 0,12 % eram amerindios, o 0,18 % eram asiáticos, o 0,34 % eram de outras raças e o 0,91 % eram de uma mistura de raças. Do total da população o 1,34 % eram hispanos ou latinos de qualquer raça.